# Mycogone novae-zelandiae
Mycogone novae-zelandiae är en svampart som beskrevs av Matsush. 1987. Mycogone novae-zelandiae ingår i släktet Mycogone och familjen Hypocreaceae.   Inga underarter finns listade i Catalogue of Life.